# Гамедзе, Мгвагва
Мгвагва Гамедзе — государственный деятель из Эсватини, который занимал пост исполняющего обязанности премьер-министра Эсватини с 28 сентября по 3 ноября 2023 года. Его сменил Рассел Дламини, бывший генеральный директор Национального агентства по борьбе со стихийными бедствиями.

## Биография

### Политическая карьера
Мгвагва Гамедзе являлся министром юстиции и конституционных дел, министром внутренних дел, министром иностранных дел и международного сотрудничества с 2013 по 2018 год. 28 сентября 2023 года король Мсвати III назначил главу своей канцелярии Гамедзе временным премьер-министром.
14 октября 2023 года участвовал в похоронах лидера национальной полиции Уильяма Цинцибалы Дламини.